# 埃维·莱布法特
埃维·莱布法特（英語：Evy Leibfarth，2004年1月26日—），美国女子皮划艇运动员，2021年世界皮划艇激流锦标赛女子单人极限皮艇铜牌得主、2024年夏季奥林匹克运动会女子单人划艇激流回旋铜牌得主。